# Museum of the City of New York

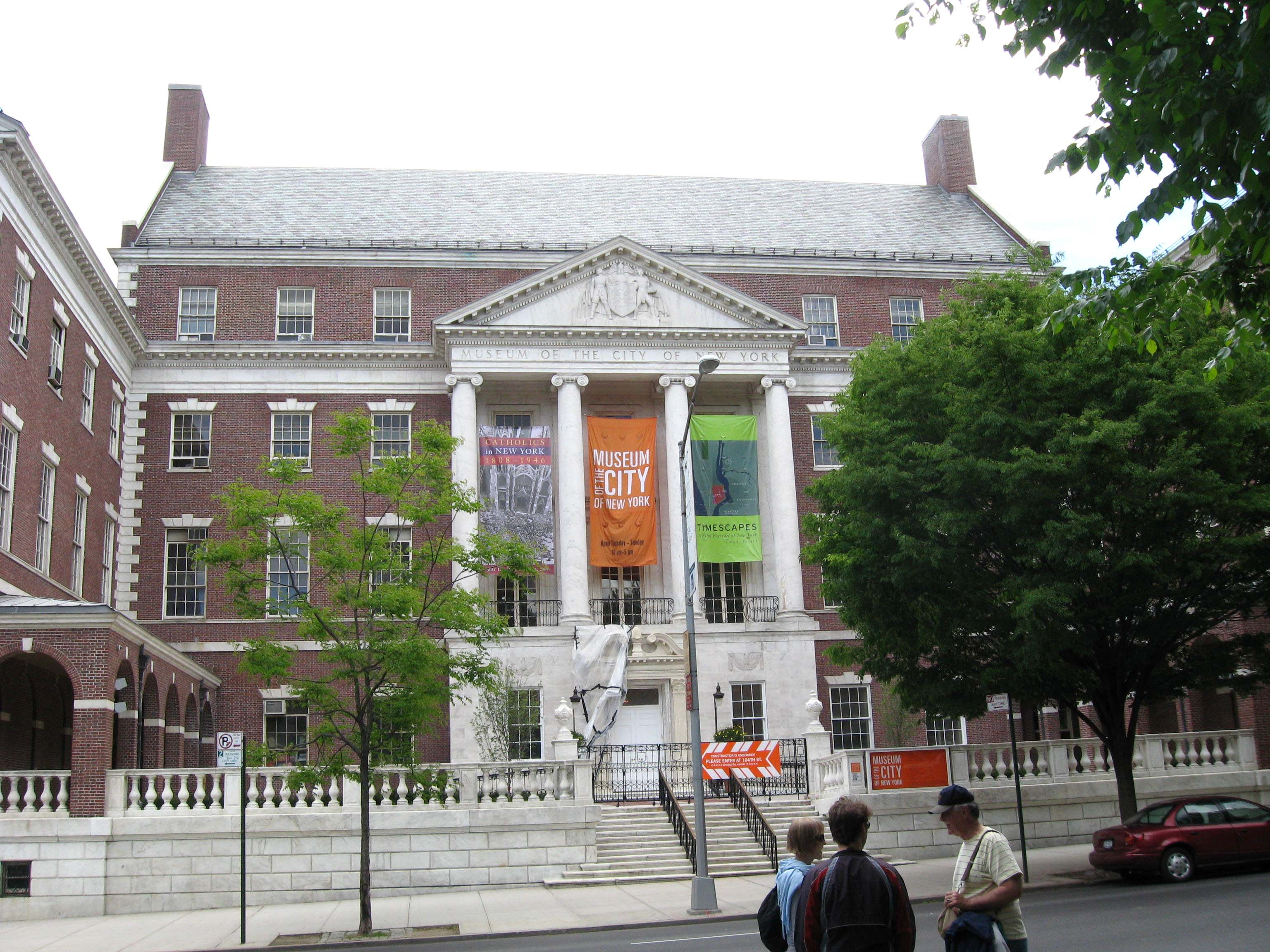
Eingang zum Museum of the City of New York an der Fifth Avenue

Das Museum of the City of New York ist ein Museum für die Kunst aus und die Geschichte von New York City und dessen Bevölkerung.

## Lage
Das Museum befindet sich am nördlichen Ende der Museum Mile an der 1220 Fifth Avenue in Manhattan zwischen der 103rd Street und 104th Streets gegenüber dem Central Park.

## Geschichte
Das Museum of the City of New York ist eine Non-Profit-Organisation und wird öffentlich gefördert. Es wurde 1923 gegründet und war zunächst im Gracie Mansion untergebracht. Heute ist dies die Residenz des Bürgermeisters von New York City. Bereits wenige Jahre später wurde das heutige Zuhause an der Fifth Avenue von Joseph J. Freedlander im Georgianischen Stil entworfen und gebaut (Bauzeit: 1928 bis 1930), so dass das Museum hier 1932 seine Pforten öffnen konnte.
1982 erhielt das Museum von der The Hundred Year Association of New York den Gold Medal Award in Anerkennung für herausragende Beiträge über die Stadt New York.
Tweed-Courthouse-Umzug
2000 wurde überlegt, das Museum in das historische Tweed Courthouse bei der City Hall in Lower Manhattan umzuziehen. Das in der Nähe befindliche Museum El Museo del Barrio hätte dann in das bisherige Gebäude des Museums of the City of New York einziehen können. Letztendlich entschied aber Bürgermeister Michael Bloomberg im Tweed Courthouse das neue New York City Department of Education anzusiedeln, was dazu führte, dass der damalige Direktor des Museums of the City of New York, Robert R. Mcdonald, seine Kündigung einreichte.
Erweiterung des Museums
Die neue Museumsdirektorin, Susan Henshaw Jones, nahm die Erweiterung und Renovierung des Museumsgebäudes in Angriff und setzte damit auf die Aufwertung des Standorts an der Fifth Avenue am Übergang zwischen der Upper East Side und East Harlem. Der erste Spatenstich hierfür erfolgte am 2. August 2006. Der erste Teil der Museumserweiterung wurde am 13. August 2008 feierlich eröffnet. Es handelt sich dabei um die Pavilion Gallery, einen gläsernen Anbau mit einer Fläche von ca. 280 m², der auf zwei Ebenen archäologische Artefakte zeigt. Neben der Erweiterung des Museums wurde das Haupthaus renoviert und erhielt einen Tresorraum für dessen Silbersammlung, einen Raum für wissenschaftliches Arbeiten sowie einen Raum zur Bearbeitung und Untersuchung von Artefakten. Die Gesamtkosten für diese erste Renovierungsetappe beliefen sich auf 28 Millionen Dollar. Es schlossen sich weitere Renovierungsetappen an, die voraussichtlich im Herbst 2011 abgeschlossen sein werden. Letztendlich werden die gesamten Renovierungsvorhaben ca. 85 Millionen Dollar kosten.

## Sammlung

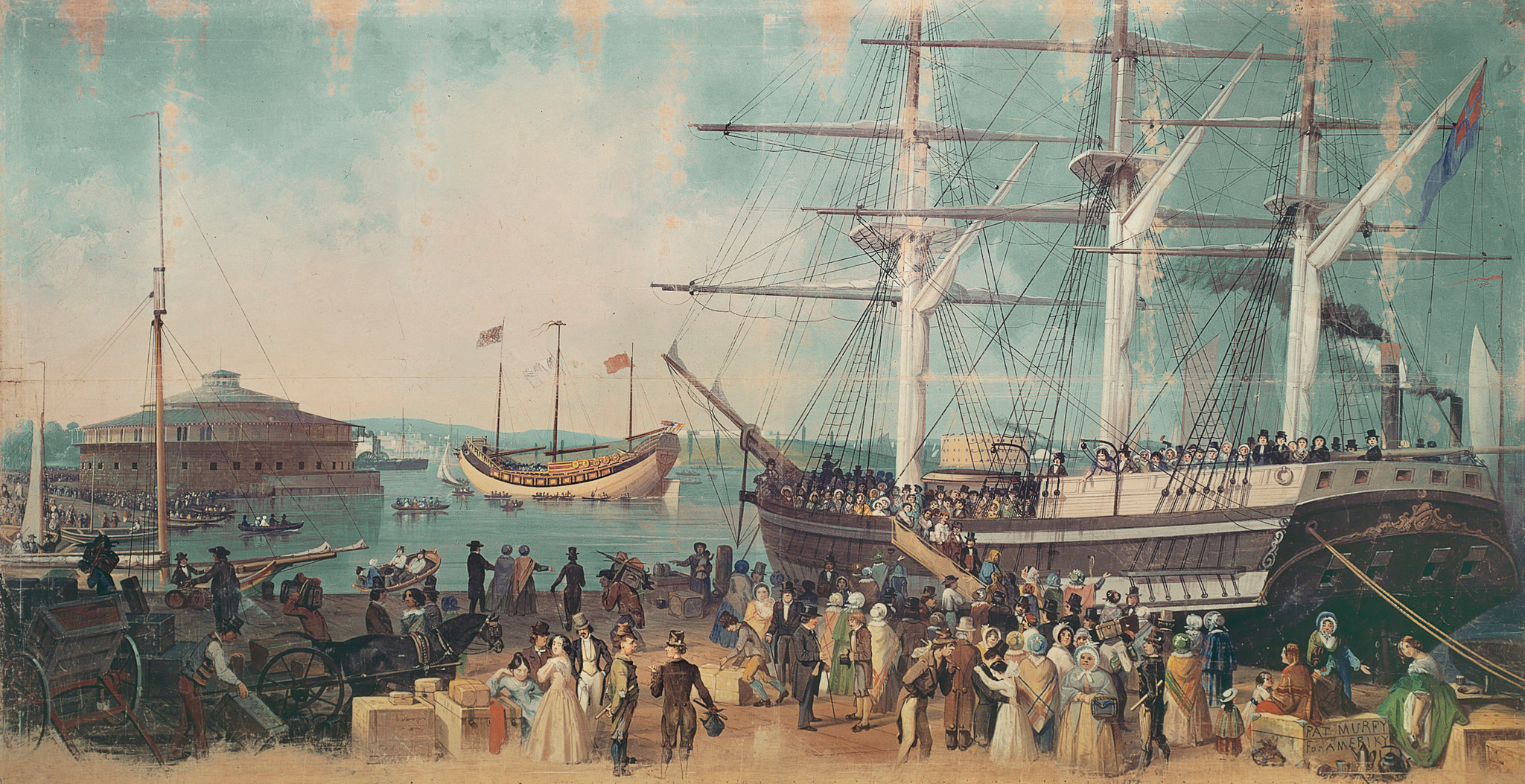
”The Bay and Harbor of New York” von Samuel Waugh (1814–1885), stellt die Ankunft der Junk Keying im Hafen von New York City im Juli 1847 dar (Wasserfarbe auf Leinwand, ca. 1853–1855, aus der Sammlung des Museum of the City of New York).

Die Sammlung des Museums of the City of New York umfasst über 1,5 Millionen Exponate. Das Museum sammelt, bewahrt und präsentiert Gegenstände, die mit der Geschichte von New York City und dessen Bevölkerung zusammenhängen. Dazu gehören neben Gemälden, Zeichnungen, Drucken, Karten und Fotografien auch Kleidungsstücke, dekorative Objekte und Möbel, alte Spielsachen, seltene Bücher, Manuskripte, Erinnerungsstücke, Objekte aus Marine, Militär, Polizei, Feuerwehr etc.
Die Theatersammlung dokumentiert u. a. das Goldene Zeitalter des Broadway – darunter 3.500 Kostüme, Requisiten, Kostümzeichnungen, Bühnenbilder und -modelle, Theaterfotografien und -stücke, Programmhefte und Erinnerungsstücke aus dem Theaterbereich.
Die Sammlung von Kleidungsstücken aus der Geschichte New York Citys umfasst frühe Zeugnisse von Kleidern niederländischer Frauen aus dem 17. Jahrhundert sowie Taufkleider, Windeln, Sportkleidung und Oberbekleidung aus vier Jahrhunderten bis zur Gegenwart. Durch den Umfang und die Qualität dieser Sammlung, ist sie zu einer wichtigen Quelle für wissenschaftliche Forschungsarbeiten im Bereich Mode geworden.
Unter den Exponaten zu Transportmitteln befinden sich Schiffsgalionsfiguren, ein Omnibus, ein Krankenwagen des Bellevue Hospitals, ein Polizeiwagen aus dem 19. Jahrhundert und ein Checker Cab von 1980.
Die Sammlung von Silbergegenständen (New York Silver Collection) aus der Zeit zwischen 1678 und 1984 befindet sich im 1. Stock des Museumsgebäudes.
Bekannt ist das Museum auch für Räume, die im Stil unterschiedlicher historischer Epochen in der Geschichte New York Citys eingerichtet sind, wie etwa das Ankleide- und Schlafzimmer von John D. Rockefeller, das John D. Rockefeller, Jr. dem Museum spendete. Ein besonderes Sammlungsstück des Museums ist z. B. der Stuhl, der einst Sarah Rapelje gehörte, der Tochter von Joris Jansen Rapelje aus Nieuw Amsterdam, von der es heißt, sie wäre das erste Kind von Europäern gewesen, das im Staate New York geboren wurde. Der Stuhl ist eine Spende ihrer Brinckerhoff-Nachfahren.
Ein bedeutender Teil der Sammlung besteht aus Drucken, Fotografien und Zeichnungen. So zählt etwa die umfangreiche Fotosammlung, die u. a. auch Arbeiten von Jacob Riis und Berenice Abbott umfasst, zu den wichtigsten Fotosammlungen der Vereinigten Staaten.
Weitere Artefakte aus der Kultur und Geschichte von New York City sind Sitze aus dem Yankee Stadium, Hüte von Kongressabgeordneten oder der Frauenrechtlerin Bella Abzug, ein von Vera Maxwell entworfener Overall für Kriegsarbeiter ("war workers jumpsuit") oder ein Friseurstuhl aus einem Barbershop.
Greenwich Village war Brennpunkt des US-amerikanischen Folkmusik-Revivals in den 1950er- und 1960er-Jahren. Woody Guthrie, Pete Seeger, Leadbelly und Bob Dylan lebten in New York City und luden den Zeitgeist auch mit politischen Inhalten auf. Eine 2015er Ausstellung im Museum of the City of New York dokumentiert jene Zeitläufte. Zeitgleich erschien das Buch Folk City - New York and the American Folk Music Revival.

## Förderung
Neben Spenden von Privatpersonen und Zuwendungen von Stiftungen und Firmen erhält das Museum öffentliche Förderung vom New York State Council on the Arts, der National Endowment for the Humanities und der National Endowment for the Arts. Die Stadt New York, Besitzerin des Museumsgebäudes, unterstützt das Museum in Form von Betriebsmitteln und Mitteln für Museumsangebote durch das Department of Cultural Affairs.